# Wojciech Roj (młodszy)
Wojciech Roj, młodszy (ur. 19 lipca 1875 w Zakopanem, zm. 16 listopada 1954 tamże) – polski działacz polityczny i społeczny, poseł na Sejm II RP, rzeźbiarz.

## Życiorys
Pochodził z rodziny chłopskiej, był bratankiem gospodarza góralskiego i przewodnika tatrzańskiego Wojciecha. Ukończył w Zakopanem szkołę ludową oraz szkołę przemysłu drzewnego. Należał do aktywnych działaczy kształtującego się ruchu chłopskiego na Podhalu, był związany z Polskim Stronnictwem Ludowym „Piast”. Wchodził w skład rady powiatowej, był zastępcą wójta Zakopanego, prezesem miejscowej Ochotniczej Straży Pożarnej, wiceprezesem Związku Górali. Był także zastępcą dyrektora Składnicy Kółek Rolniczych oraz członkiem powiatowej Kasy Zaliczkowej.
W latach 1919–1922 pełnił mandat poselski w Sejmie Ustawodawczym, a w latach 1930–1935 w Sejmie III kadencji. Po 1935 nadal działał społecznie. W 1920 złożył w Sejmie wniosek o zniesienie tzw. żelarki na Spiszu i Orawie – ostatniej pozostałości pańszczyzny na ziemiach polskich (nastąpiło to ostatecznie ustawą w 1931). Został pochowany na Nowym Cmentarzu przy ul. Nowotarskiej w Zakopanem (kw. N4-1-2).

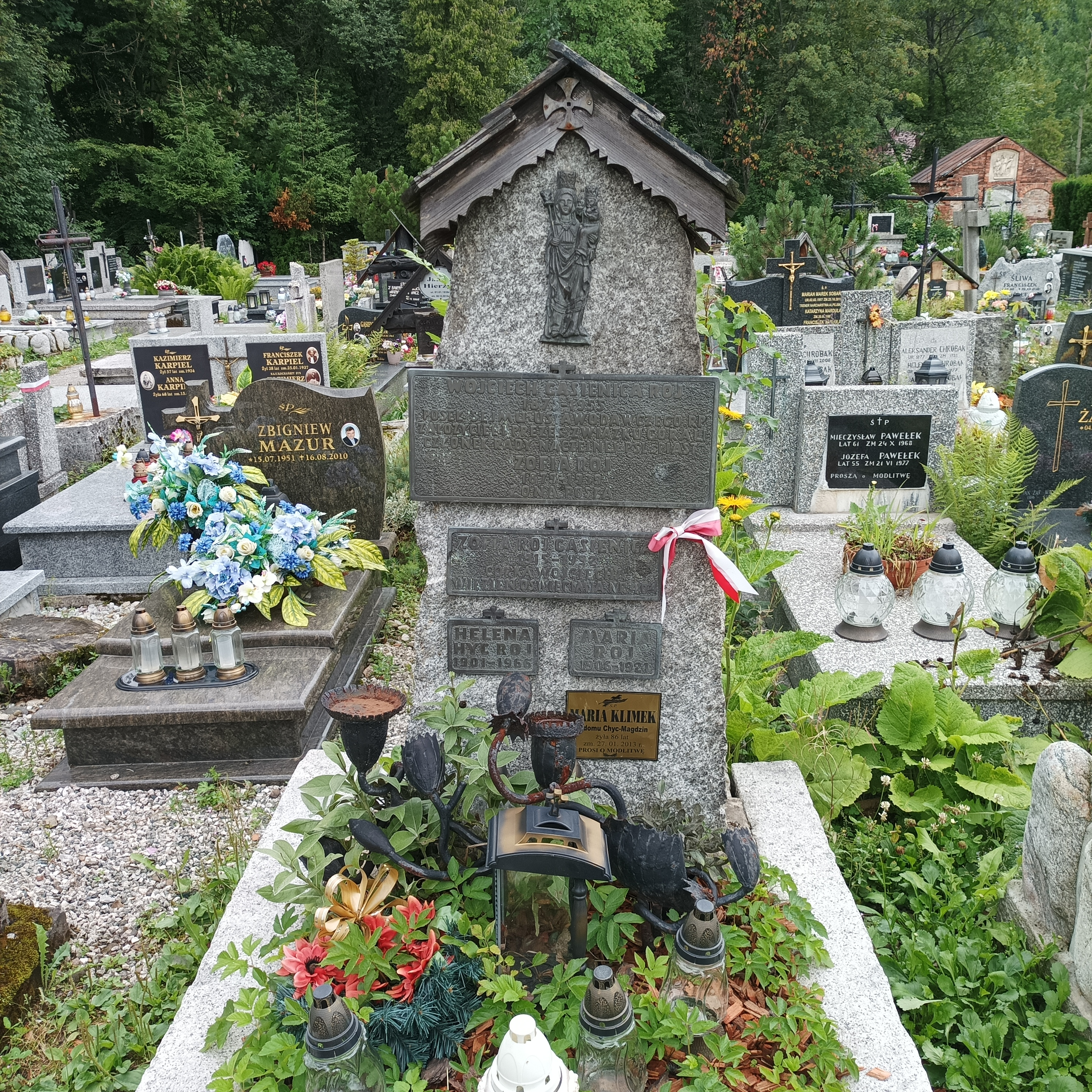
Grób Wojciecha Roja młodszego na Nowym Cmentarzu w Zakopanem